# Педеробба
Педеробба (итал. Pederobba, вен. Pederoba) — коммуна в Италии, располагается в провинции Тревизо области Венето.
Население составляет 7285 человек (на 2004 г.), плотность населения составляет 243 чел./км². Занимает площадь 29 км². Почтовый индекс — 31040. Телефонный код — 0423.
Покровителями коммуны почитаются святые апостолы Пётр и Павел, празднование 29 июня.